# جوان هانا
جوان هانا (بالإنجليزية: Joan Hannah)‏ هي متزحلقة أمريكية، ولدت في 27 أبريل 1939 في بوسطن في الولايات المتحدة.

## وصلات خارجية
- جوان هانا على موقع الاتحاد الدولي للتزلج (التزلج على المنحدرات الثلجية) (الإنجليزية)
- جوان هانا على موقع أوليمبيديا (الإنجليزية)